# 예리 (농구 선수)
예리(중국어 간체자: 叶莉, 정체자: 葉莉, 병음: Yè Lì, 한자음: 엽리, 섭리, 1981년 11월 20일~)는 중화인민공화국의 농구 선수이다. 중국 여자 농구 국가대표팀의 일원으로 활동했으며, 2004년 하계 올림픽에 참가했다. 또한 아시아 농구 선수권 대회 2회 우승, 유니버시아드 1회 우승을 달성했다.
중국을 대표하는 농구 선수인 야오밍의 부인으로 잘 알려져 있다.